# Ван Лой, Якоб
Якоб Ван Лой (нидерл. Jacobus van Looy; 12 сентября 1855[…], Харлем — 24 февраля 1930[…], Харлем) — голландский художник и писатель.

## Биография
Семья Якоба состояла из отца, матери, двух сестёр, брата и супруги Титии.

### Приют
Якоб родился в семье плотника и подрядчика Йоханнеса Якобуса ван Лоя. Когда у отца ухудшилось зрение, он потерял работу. В 1860 году у Якоба умерла мать Корнелия ван дер Вегт, а затем отец; Якоба в декабре, вместе с сёстрами, забрали в муниципальный реформатский приют Харлема, в здании которого в настоящее время расположен Музей Франса Халса. В книгах «Jaapje» (1918), «Jaar» (1923) и «Jakob» (1930) Якоб описал свое детство в приюте.

### Карьера

#### Карьера художника
С 1867 году Якоб ходил в вечернюю школу Burgeravondschool, а днём учился на наборщика, а затем на маляра. Окончил Burgeravondschool в 1872, но при этом ходил на классы живописца Дирка Яна Хендрика Йостена, которого почитал, как 'первого друга'. Йостен посоветовал регентам приюта отдать Якоба в королевскую академию в Амстердаме, чтобы Якоб стал учителем рисования. Через год, в 1877, директор приюта Фонд Тейлер профинансировал Якоба, и тот попал в «Государственную академию изящных искусств» («Rijksacademie van Beeldende Kunsten»). В академии его обучал Август Аллебе; также его учили Ян Якоб Готелинг Виннис и Хендрик Якобус Схолтен.
В 1880 году стал членом лиги святого Луки.
Его новый друг Ян Вет в 1882 подарил Якобу сборник стихов Жака Перка, в результате чего Якоб написал свои первые сонеты.
В возрасте около 27 лет, с 1882 по 1884 год, Якоб был учителем рисования в театральном училище Амстердама.
Где-то в 1884 году Якоб покинул приют и путешествовал.
В кафе Karseboom собирался литературный кружок «Flanor», где Якоб участвовал с 1883. В этом кружке он заинтересовался литературой.
В 1884 году он получил Римскую премию, и с 1885 по 1886 путешествовал по Италии, Испании и Марокко. Там он написал два тома эскизов.
В декабре 1885 года, без ведома Якоба, журнал The New Guide взял его сонет «Осень», и Якоб под псевдонимом A. Brouwer, дебютировал как поэт.

#### Карьера писателя
Свою литературную деятельность Якоб начал с импрессионистских рассказов, написанных во время путешествий 1885 и 1886. Затем его произведения становились известными, но чтобы избежать шумной жизни, с 1887 по 1893 он жил в Амстердаме.

### Жизнь в браке
В 1892 он женился на Титии ван Гельдер, детей у них не было. В 1894 году они жили в Zomerzorg в городе Зосте.
В 1901, в Амстердаме, в Arti et Amicitiae, прошла выставка его картин.
С 1901 по 1902, Якоб с женой путешествовали по Испании и Марокко.
В 1907 году он поселился в Харлеме на Ripperdapark, а позже на Kleine Houtweg, где в 1913 году он купил дом на краю парка Haarlemmerhout. После его смерти этот дом был преобразован в музей его имени.

### Смерть
Якоб ван Лой заболел в конце 1929 года, в декабре ему была сделана операция. 24 февраля 1930 он умер в больнице Святой Елизаветы в Харлеме. 28 февраля 1930 Якоб был похоронен на кладбище Kleverlaan в Харлеме.
Тития умерла в 1940 году; она сделала в доме коллекцию его картин: некоторые продали на аукционе, но большинство сохранилось.